# Молорх
Мо́лорх (Молорк или Малорк, др.-греч. Μόλορχος, Μόλορκος) — персонаж древнегреческой мифологии. Житель Клеон, бедняк. Радушно принял Геракла, когда тот отправлялся охотиться на Немейского льва. Боролся с мышами. Немейский лес называют «рощей Молорха».
- См. Тибулл. Элегии IV 1, 13; Нонн. Деяния Диониса XVII 52.